# 1852年12月11日日食
1852年12月11日日食为一次在协调世界时1852年12月11日出現的日全食。該次日食食分為1.0237，食甚維持2分5秒。

## 概述
這次日食的食分是1.0237，全食維持2分5秒。

## 基本參數
- 類型：日全食
- 食甚資料：
  - 日期：1852年12月11日
  - 時間：3時40分44秒
  - 地點：35N 134E
  - 食分：1.0237
  - 日全食持續時間：2分5秒

## 外部連結
- NASA日食專頁（页面存档备份，存于）（英文）